# 10163 Onomichi
10163 Onomichi è un asteroide della fascia principale. Scoperto nel 1995, presenta un'orbita caratterizzata da un semiasse maggiore pari a 2,3839845 UA e da un'eccentricità di 0,2073180, inclinata di 1,51511° rispetto all'eclittica.